# Введенский (муниципальный округ)

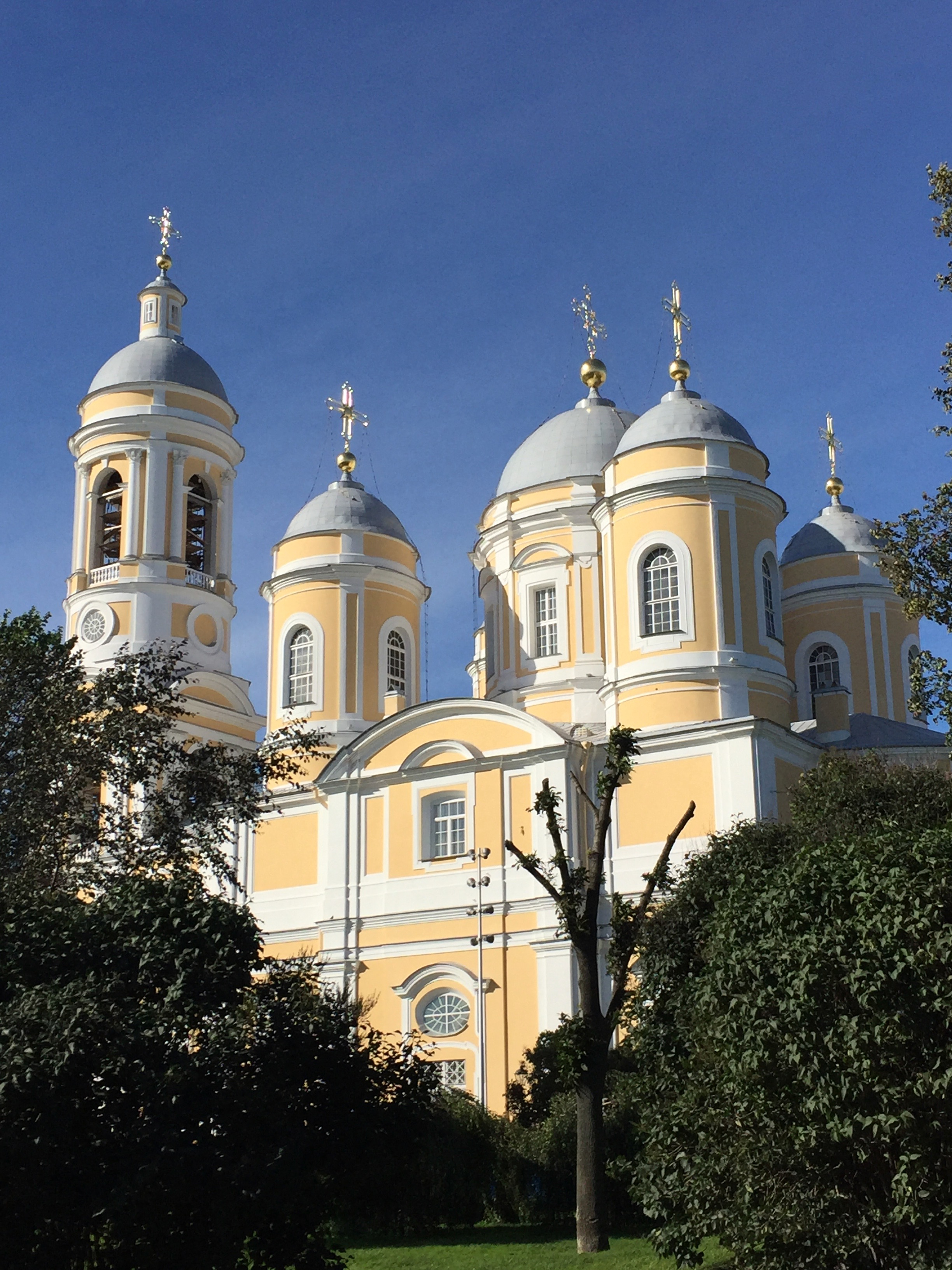
Князь-Владимирский собор

Введе́нский — муниципальный округ в составе Петроградского района Санкт-Петербурга.
До 2009 года назывался муниципальным округом № 58. Название изменено в соответствии с законом Санкт-Петербурга № 109-27 от 15 апреля 2009 года «О внесении изменений в Закон Санкт-Петербурга „О территориальном устройстве Санкт-Петербурга“ и отдельные законы Санкт-Петербурга в сфере территориального устройства Санкт-Петербурга и организации местного самоуправления в Санкт-Петербурге».
Глава муниципального образования «Округ Введенский» — Калядин Олег Степанович уволился после того, как в принадлежащей ему квартире обнаружили подпольное казино.

## Граница округа
Граница муниципального округа Введенский проходит:
- от улицы Маркина по оси Кронверкского проспекта до оси реки Невы,
- далее по оси реки Невы до оси Малой Невы,
- далее по оси Малой Невы до оси реки Ждановки,
- далее по оси реки Ждановки до Большого проспекта П.С.,
- далее по оси Большого проспекта П.С. до Введенской улицы,
- далее по оси Введенской улицы до Большой Пушкарской улицы,
- далее по оси Большой Пушкарской улицы до улицы Воскова,
- далее по оси улицы Воскова до улицы Маркина,
- далее по оси улицы Маркина до Кронверкского проспекта.

## Население
| 2002    | 2010    | 2012    | 2013    | 2014    | 2015    | 2016    |
| ------- | ------- | ------- | ------- | ------- | ------- | ------- |
| 21 374  | ↘19 778 | ↗20 137 | ↗20 654 | ↗21 065 | ↘21 018 | ↘20 605 |
| 2017    | 2018    | 2019    | 2020    | 2021    | 2023    | 2025    |
| ↘20 435 | ↘20 304 | ↘19 739 | ↘19 211 | ↘15 718 | ↘15 514 | ↗15 799 |